# Good for You (álbum)
Good for You es el álbum de estudio debut del rapero estadounidense Aminé. Fue publicado el 28 de julio de 2017, por CLBN y Republic Records. El álbum incluye apariciones especiales de Ty Dolla Sign, Nelly, Offset, Charlie Wilson y Kehlani.

## Lista de canciones
| Good for You |                                               |              |          |  |
| N.º          | Título                                        | Producer(s)  | Duración |  |
| 1.           | «Veggies» (con Ty Dolla Sign)                 | Sweet        | 3:23     |  |
| 2.           | «Yellow» (con Nelly)                          | Metro Boomin | 2:59     |  |
| 3.           | «Caroline»                                    | Pasqué       | 3:29     |  |
| 4.           | «Hero»                                        | Pasqué       | 3:13     |  |
| 5.           | «Spice Girl»                                  | Frank Dukes  | 2:53     |  |
| 6.           | «STFU»                                        | Vegyn        | 3:25     |  |
| 7.           | «Wedding Crashers» (con Offset)               | J Gramm      | 3:49     |  |
| 8.           | «Sundays»                                     | Frank Dukes  | 4:07     |  |
| 9.           | «Turf»                                        | Malay        | 4:25     |  |
| 10.          | «Blinds»                                      | G. Lawrence  | 1:26     |  |
| 11.          | «Dakota» (con Charlie Wilson)                 | Malay        | 3:45     |  |
| 12.          | «Slide»                                       | Sweet        | 2:49     |  |
| 13.          | «Money»                                       | Pasqué       | 4:16     |  |
| 14.          | «Beach Boy»                                   | Frank Dukes  | 4:43     |  |
| 15.          | «Heebiejeebies» (con Kehlani) - (bonus track) | Sweet        | 3:40     |  |

## Posicionamiento
| Chart (2017)                            | Peak position |
| --------------------------------------- | ------------- |
| Canadá (Billboard Canadian Albums)      | 59            |
| New Zealand Heatseekers Albums (RMNZ)   | 3             |
| Estados Unidos (Billboard 200)          | 31            |
| Estados Unidos (Top R&B/Hip-Hop Albums) | 19            |